# Jour de gloire
Jour de Gloire ist ein opernartiges Musical („Opera-Musical“) in vier Akten und einem Epilog. Das Libretto ähnelt dem Aufbau einer Opera seria, die Musik ist musicalartig. Man findet darin Elemente der klassischen Oper bis zum Rock’n’roll. Das Libretto stammt von Jürg Bauer, und die Musik komponierte Hanspeter Reimann. Die Uraufführung fand am 31. Oktober 2003 im Kultur- und Kongresszentrum Bärenmatte in Suhr anlässlich des 200. Jubiläums des Kantons Aargau statt.

## Inhalt
Das Stück spielt zur Zeit der Besetzung der Schweiz durch die Franzosen zu Beginn des 19. Jahrhunderts und berichtet kritisch von Arbeiteraufständen und religiöser Heuchelei. Auch spielen die Freischärler und der Sonderbundskrieg eine Rolle. Die Personen sind jedoch frei erfunden.

### Erster Akt: Auf dem Lande
Die beiden Paare, Gertrud und Werner sowie Johannes und Therese feiern am Vorabend ihrer Hochzeit gemeinsam mit Dorfbewohnern. Das Fest wird durch die Ankunft des Bischofs mit sieben Klerikern, die von Napoleons Soldaten verfolgt werden, unterbrochen. Nachdem der Bischof von Johannes und Therese aufgenommen wurde, stürmen Soldaten herein. Sie töten mehrere Menschen und nehmen Gertrud und Werner als Geiseln. Werner wird von den Soldaten getötet, Gertrud von einem Leutnant vergewaltigt. In ihrer Verzweiflung weint Gertrud und wünscht sich, mit Werner im Himmel vereint zu sein. Der Bischof ermahnt die nun schwangere Gertrud: „Was auch der heilige Vater lehrt, die Frucht deines Leibes sei, in Demut, auszutragen!“ und mit einem großen Halleluja endet die Szene.

### Zweiter Akt: 18 Jahre später, in der Fabrik
Johannes und Therese besitzen inzwischen eine Weberei, in der Gertrud und ihr Sohn Lucien arbeiten. Der Pfarrer erscheint und ruft die Weber anlässlich des Johannistages zum Gebet und zur Dankbarkeit am Namenstag ihres „Herrn“ auf. Lucien rebelliert gegen die schlechten Arbeitsbedingungen in der Weberei. Die Weberin Luzia, die seinen Mut bewundert, verliebt sich in ihn. Lucien ruft die anderen Weber auf, für ihre Rechte einzutreten und sich zu wehren. Daraufhin befiehlt der Fabrikbesitzer Johannes den Aufsehern, die rebellischen Arbeiter zu entfernen, wobei Lucien niedergeschlagen wird. Johannes und Therese haben Vertreter des höheren Standes und Geistliche zu einer in der Weberei stattfindenden Modenschau eingeladen. Im Anschluss daran findet Luzia den bewusstlosen Lucien. Nachdem er wieder das Bewusstsein erlangt, besingen die beiden ihre Liebe. Als Gertrud ihren Sohn Lucien bittet, zu fliehen, wendet dieser sich gegen die Aufseher und stachelt mit seinem „Lied der Freiheit“ die Weber weiter zur Rebellion an. Die Weberei brennt im Weberaufstand nieder und Gertrud stirbt im Feuer.

### Dritter Akt: Vor der Kirche, Herbstmesse
Lucien trauert vor der Kirche auf dem Marktplatz um seine Mutter und wird von Luzia getröstet. Die beiden ziehen sich dann in die Kirche zurück. Lucien wird als Anführer des Aufstandes von der Polizei gesucht, die verhafteten Weber beklagen sich im Morgengrauen über den Misserfolg des Aufstands. Therese und Johannes feiern den ihnen zustehenden Reichtum und tanzen gemeinsam mit wohlhabenden Freunden den „Tango von der Prädestination“. Während die Herbstmesse vorbereitet wird, versammeln sich Arme und Reiche und hören sich eine „Girl-Group“ und die Rede des Präsidenten (CEO) der Universal-Versicherung an. Mit Hilfe der Versicherung ist es Johannes und Therese möglich, die Weberei nach dem Brand wieder aufzubauen und sie feiern den Fortschritt und den Wohlstand feiern.
Anwesende Werber aus Neapel, Frankreich und den USA ermutigen die Anwesenden zur Emigration oder zum Solddienst. Ein anderer Werber wirbt für den Dienst bei den gegen die konservativen Katholiken kämpfenden reformierten Freischaren, denen sich Lucien anschließt. Damit will er sich absetzen und einer Verhaftung entziehen. Er verspricht Luzia, so bald wie möglich zurückzukehren.

### Vierter Akt: Vor und in der Kathedrale
Nach einem kurzen Kampf werden die reformierten Freischaren von den katholischen Truppen getötet oder gefangen genommen. Unter den Gefangenen ist auch Lucien. Er trauert um seine Mutter und beklagt die Trennung von Luzia. Seine Klage geht in ein kämpferisches Lied über, wovon sowohl die anderen Gefangenen als auch die katholischen Bewacher angefeuert werden. Lucien wird vom Bischof wegen Häresie als Ketzer verurteilt. Nach dem Einmarsch von liberalen Bundestruppen werden die gefangenen Freischärler befreit. Der General bietet den Konservativen an, am Fortschritt der neuen Zeit teilzunehmen. Gegen diese Absichten des Generals protestiert Lucien, entreißt einem Bewacher die Waffe und besingt eine Zukunft der Versöhnung und ohne Krieg. Von beiden Seiten wird er als vermeintlicher Revolutionär beziehungsweise als Ketzer erschossen.

### Epilog
Luciens Leiche ist auf einem Katafalk aufgebahrt worden. An der Beisetzung nehmen Geistliche beider Konfessionen, Bischof und reformierter Pfarrer, Johannes und Therese sowie der Generaldirektor der Versicherung teil. Die Chöre beider Konfessionen stimmen ein großes Fugato an. Als Luzia auftritt, versuchen Johannes und Therese sie zu trösten. Luzia weist deren Trost als Heuchelei zurück und ruft stattdessen wie einst Lucien zu einer gewaltfreien und menschenliebenden Zukunft auf. Sie bricht vor dem Leichnam ihres Geliebten zusammenbricht; der General und der Direktor der Versicherung sichern ihr lebenslange Sicherheit zu. Lucien wird als zukünftiger National- und Freiheitsheld verehrt.
Nachspiel (Ausklang), Orchester